# Navosomopsis feisthamelii
Navosomopsis feisthamelii là một loài bọ cánh cứng trong họ Cerambycidae.